# ۱۷۶ (عدد)
۱۷۶(صد و هفتاد و شش) یک عدد طبیعی است که بعد از ۱۷۵ و قبل از ۱۷۷ قرار دارد.